# Airspeed Horsa
Ейрспід Хорса AS.51 та AS.58 (англ. Airspeed Horsa AS.51 та англ. Airspeed Horsa AS.58) — британський військово-транспортний планер часів Другої світової війни.

## Історія

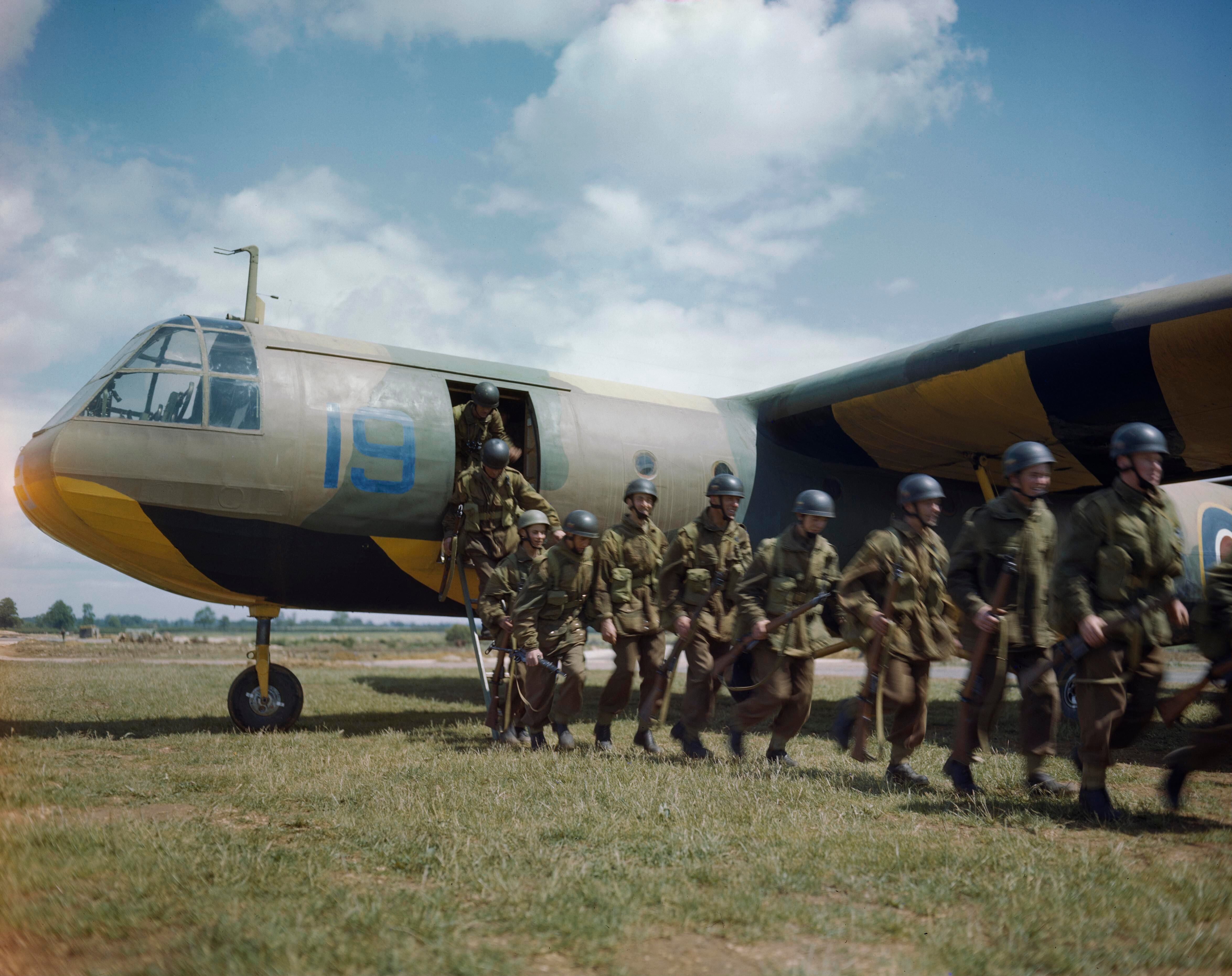
Висадка десанту з планера «Airspeed Horsa»

Використання німецькими військами парашутистів і планерів з військами чи припасами на ранніх етапах Другої світової було доволі успішним, тому командування британської армії вирішило що схожі війська повинні будуть необхідними для подальшої війни. В грудні 1940 року міністерство авіації видало специфікацію X.26/40 на створення транспортного планера. Компанія Airspeed Ltd.  запропонувала свій проєкт під позначенням AS.51, який був прийнятий міністерством і замовлено перші сім прототипів, які отримали військове позначення Horsa. На заводі Airspeed в Портсмуті було виготовлено п'ять з них, які згодом передали армії для тестувань, а ще два — на заводі Fairey, де мали проходити льотні випробування.
Перший прототип був піднятий в повітря бомбардувальником Armstrong Whitworth Whitley 12 вересня 1941 року на аеродромі Fairey, а через деякий час вони почали надходити в війська. Більшість з них надійшли під керівництво Транспортного командування ВПС, літаки якого і витягували «Хорси» в небо. В основному вони використовувались для десантування людей і оснащення 1-ї і 6-ї повітрянодесантних дивізій. Пілоти планерів зазвичай входили в полк пілотів планерів, але за необхідності планер міг садити і звичайний пілот ВПС.
Оскільки всі авіаційні заводи були завантажені замовленнями, виробництво планерів планувалось максимально перенести на неспеціалізовані виробництва. Для цього «Хорса» була сконструйована з 30 окремих елементів, виробництво яких було передано деревообробній промисловості. Після виробництва деталі доставлялись на бази ВПС де планер збирався і випробовувався. Тільки 700 «Хорс» виготовлених на заводі Airspeed Ltd. були зібрані і протестовані там ж.
Першим масованим використанням «Хорс» стала Сицилійська операція 10 липня 1943 року, коли вдалось приземлити 27 планерів з 30 залучених. Пізніше «Хорси» успішно використовувались під час Нормандської операції, битви за Аахен і форсування Рейну.

## Опис конструкції
«Хорса» був майже повністю дерев'яним високопланом з консольним крилом, яке складалось з трьох частин, містило елерони, розщеплювальні закрилки і повітряні гальма. Фюзеляж був майже ідеально круглим і теж складався з трьох частин. Шасі складалось з одного носового колеса і двох в центральній частині, при необхідності шасі могло скидатися для посадки «на черево».

## Модифікації і виробництво
- Horsa Mk.I (Airspeed AS.51) — перша модифікація. Буксирувальний трос кріпився до основної стійки шасі.
- Horsa Mk.II (Airspeed AS.58) — ніс планера міг підніматись для завантаження більш габаритних вантажів, зокрема транспорту. Також переднє шасі було подвоєне і до нього прикріплювався буксирувальний трос.

Через те, що «Хорса» виготовлялась багатьма малими підрядниками точне число виготовлених планерів не відоме. На заводі Airspeed в Крістчерчі було виготовлено 470 Mk.I і 225 Mk.II, ще 300 Mk.I і 65 Mk.II на заводі Austin, проте найбільше було виготовлено різними деревообробними і меблевими підприємствами — більше 1460 Mk.I і 1270 Mk.II. Разом з прототипами це складає 3797 одиниць.

## Тактико-технічні характеристики

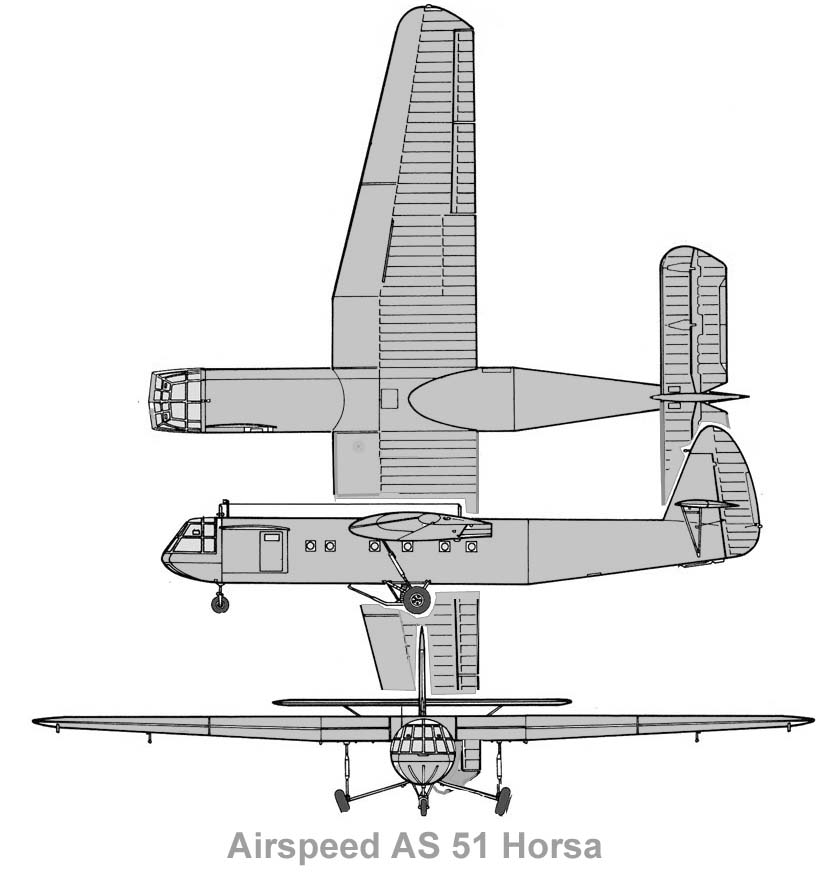

Дані з Consice Guide to British Aircraft of World War II
|                                    | Horsa Mk.I AS.51 | Horsa Mk.II AS.58 |
| ---------------------------------- | ---------------- | ----------------- |
| Довжина                            | 20,42 м          | 20,70 м           |
| Висота                             | 5,94 м           | 6,20 м            |
| Розмах крил                        | 26,83 м          | 26,83 м           |
| Площа крил                         | 102,56 м²        | 102,56 м²         |
| Маса порожнього                    | 3797 кг          | 3797 кг           |
| Максимальна злітна маса            | 7031 кг          | 7144 кг           |
| Максимальна швидкість за літаком   | 241 км/год       | 241 км/год        |
| Крейсерська швидкість планерування | 161 км/год       | 161 км/год        |
| Практична стеля                    | 6100 м           | 6100 м            |